# Joanna Wnuk-Nazarowa
Joanna Wnuk-Nazarowa , (née en 1949 à Gdynia) est une cheffe d'orchestre et femme politique polonaise. Elle a été ministre de la Culture et du Patrimoine du gouvernement Buzek.

## Biographie
Joanna a été étudiante à l'Académie de musique de Cracovie en direction d'orchestre. Elle a ensuite travaillée pour le Théâtre populaire de Cracovie en 1972 et 74 ; pour le Théâtre Stary de 1974 à 1978. Elle a créé des musiques pour le cinéma, la télévision, le théâtre, la radio et entre autres pour Kazimierz Kutz.
Elle est l'instigatrice du Concours international de musique Karol Szymanowski.

## Œuvres
- Lamento pour hautbois et cordes[3].
- Musique pour : 
  - Dulscy de Jan Rybkowski en 1975[4].
  -  Colonel Kwiatkowski (Pułkownik Kwiatkowski) de Kazimierz Kutz en 1994[5].